# Prieuré de Saint-Cyr
Le  Prieuré de Saint-Cyr était le prieuré d'un ancien monastère, situé à Friardel, dans le département du Calvados en région Normandie.

## Localisation
Cet ancien prieuré était situé dans le département français du Calvados, dans la commune de Friardel.

## Histoire

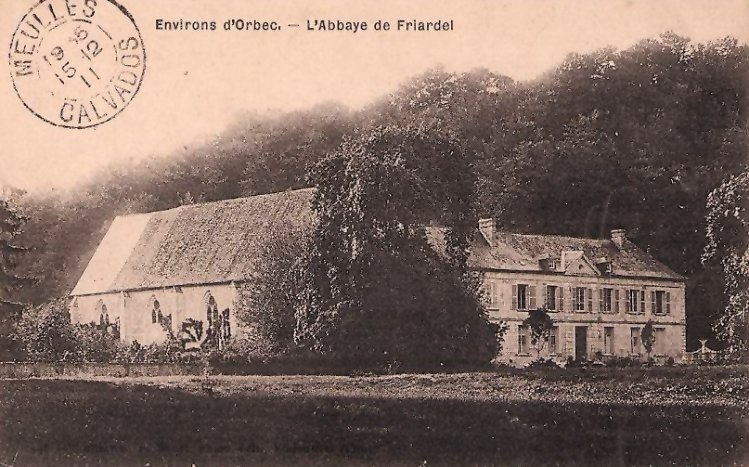
Le prieuré au début du XXe siècle sur une carte postale ancienne.

Ce prieuré datait du XIIIe siècle et dépendait des chanoines réguliers de saint Augustin.
L'édifice est classé au titre des monuments historiques le 27 avril 1933. 
L'édifice est détruit lors de la bataille de Normandie, en 1944.

## Description
L'église Saint-Martin de Friardel conserve des vestiges du prieuré dont une fresque du XIVe siècle et le gisant du XIIIe siècle de Guillaume de Friardel, fondateur du prieuré, deux œuvres classées à titre d'objets,.